# Dyopedos arcticus
Dyopedos arcticus är en kräftdjursart som först beskrevs av Murdoch 1884.  Dyopedos arcticus ingår i släktet Dyopedos och familjen Podoceridae. Inga underarter finns listade i Catalogue of Life.